# 邱深造
邱深造，福建将乐人，清朝政治人物。拔贡出身。
邱深造曾于1759年接替纪澄中任嘉定县知县一职，1760年由胡相忠接任。